# Manual Digest
Il Manual Digest è una compilazione della storia, del governo e dei costumi del Principato di Andorra.
Il nome completo dell'opera è Manual Digest de las Valls neustras de Andorra, en lo qual se tracta de sa Antiguitat, Govern y Religio, de sos Privilegis, Usos, Preeminencias y Prerrogativas. 
La raccolta fu scritta in catalano e in latino nel 1748 dal procuratore e scrittore andorrano Antoni Fiter i Rossell. 
Nell'opera, popolarmente definita come la "Bibbia di Andorra", vengono trascritti gli archivi storici del Principato a partire dai documenti di Carlo Magno (Carlemany) – considerato il fondatore di Andorra e a cui oggi è dedicato l'inno nazionale andorrano El Gran Carlemany – e di Ludovico il Pio.
L'opera si divide in sei libri:
- I. De la Naturalesa, Situacio, Domini, Govern y Religio de las Valls de Andorra;
- II. Dels Ministres, y Oficials de Justicia, y demes âella Concernenten las Valls de Andorra;
- III. Del Consell General delas Valls de Andorra sa introduccio, Prerogativas, facultats y Constitucio;
- IV. Ceremonial de las funcions regulars en que interve lo Comu de las Valls;
- V. Serie o Catalogo dels Bisbes de Urgell, y Comptes de Foix;
- VI. Cap unich, Maximas Christianas, de Verdadera Politica, y Solida prudencia, las mes utiles per la conservacio de l'estat delas Valls de Andorra.

Sono contenuti anche detti popolari, massime, proverbi e una continuazione del diritto consuetudinario catalano sulla base del diritto romano e canonico. Nel suo complesso può essere considerato il manifesto letterario andorrano, una sorta, quindi, di poema nazionale di Andorra. Il manoscritto originale, oggi, si trova ad Ordino, storica località del Principato di Andorra.